# جفت‌گیری

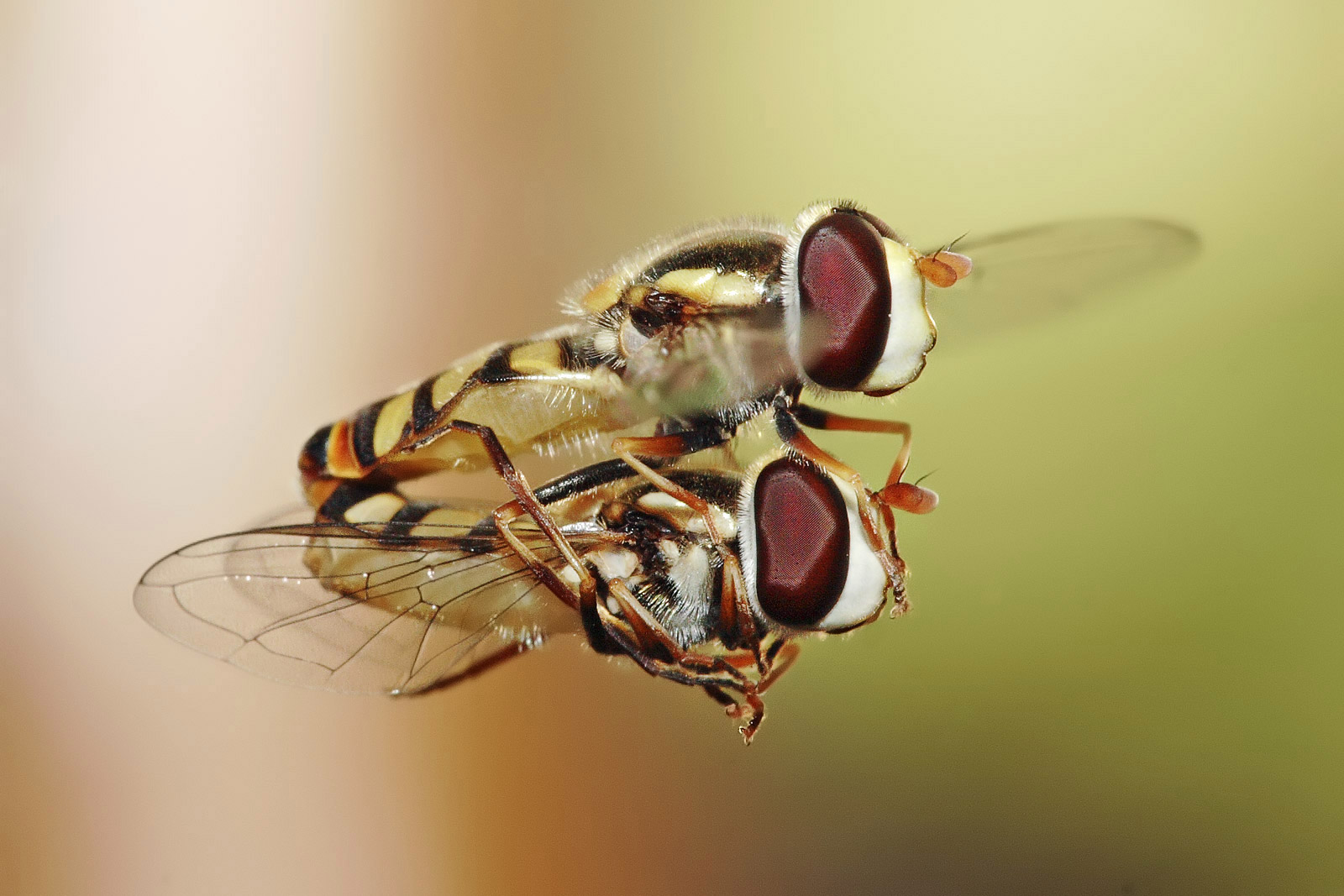
جفت‌گیری در نوعی مگس

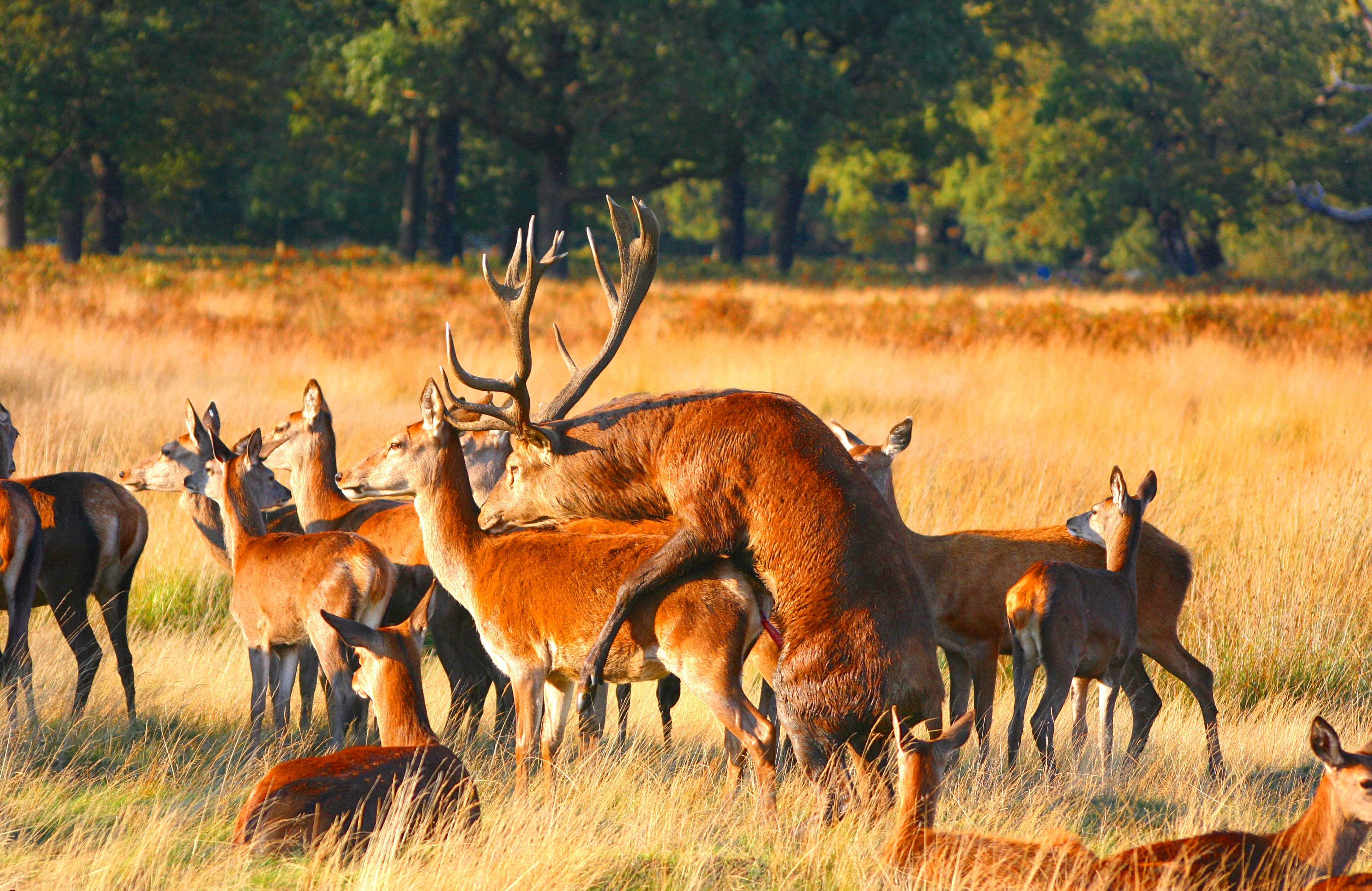
جفت‌گیری مرال

به آمیزش جنسی جانوران به منظور تولید مثل، جُفت‌گیری (به انگلیسی: Mating) گفته می‌شود. جفت‌گیری یک عمل تولیدمثل جنسی است. در این روش تولیدمثل، گامت نر با گامت ماده ترکیب شده و سلول اولیه نوزاد را به وجود می‌آورد.
قدیمی‌ترین سکس یا جفتگیری شناسایی شده، توسط ماهیان زره‌دار اسکاتلندی (Armoured Placoderm Fish) در ۳۸۵ میلیون سال پیش ابداع شد؛ بدین صورت که ماهی نر و ماده کلاسپر (نوعی بالهٔ گیره‌مانند که برخی از ماهیان، نظیر کوسه‌ها دارند) خود را بیرون داده و از آن جهت اتصال و قفل کردن بدنشان به یکدیگر بهره جستند.

## نگارخانه

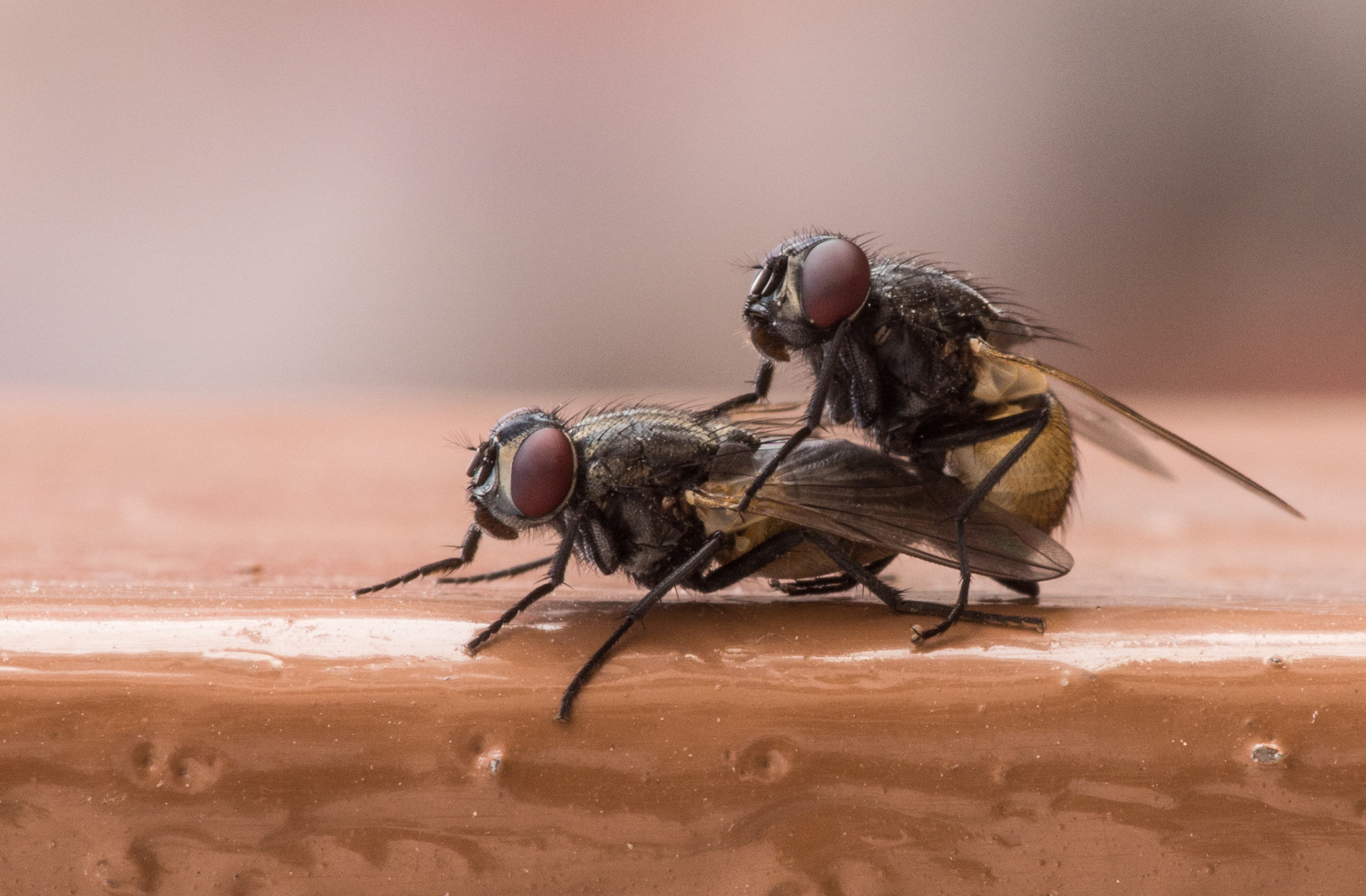
جُفت‌گیری مگس‌های خانگی
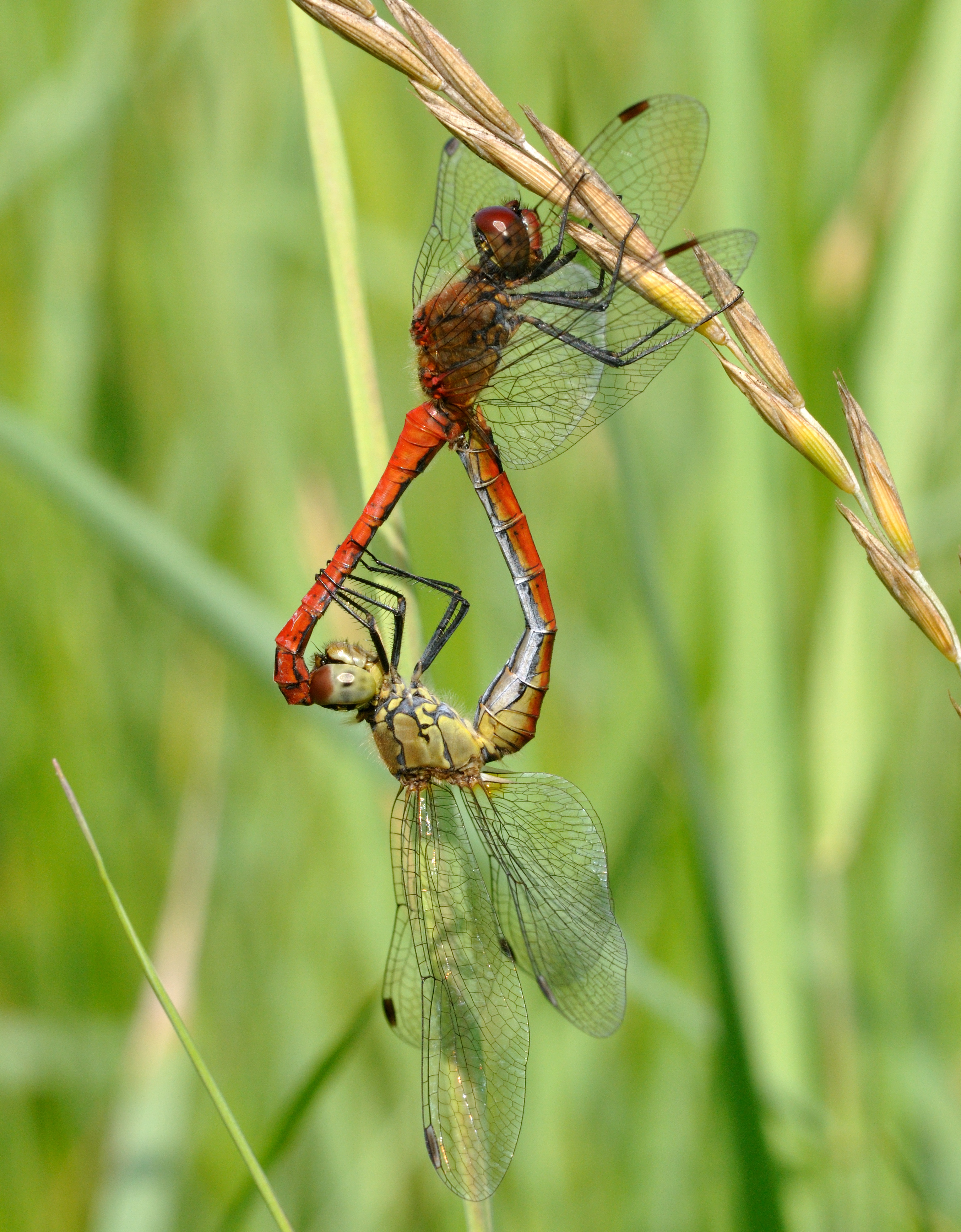
نحوهٔ جُفت‌گیری سنجاقک‌های جهنده سرخ
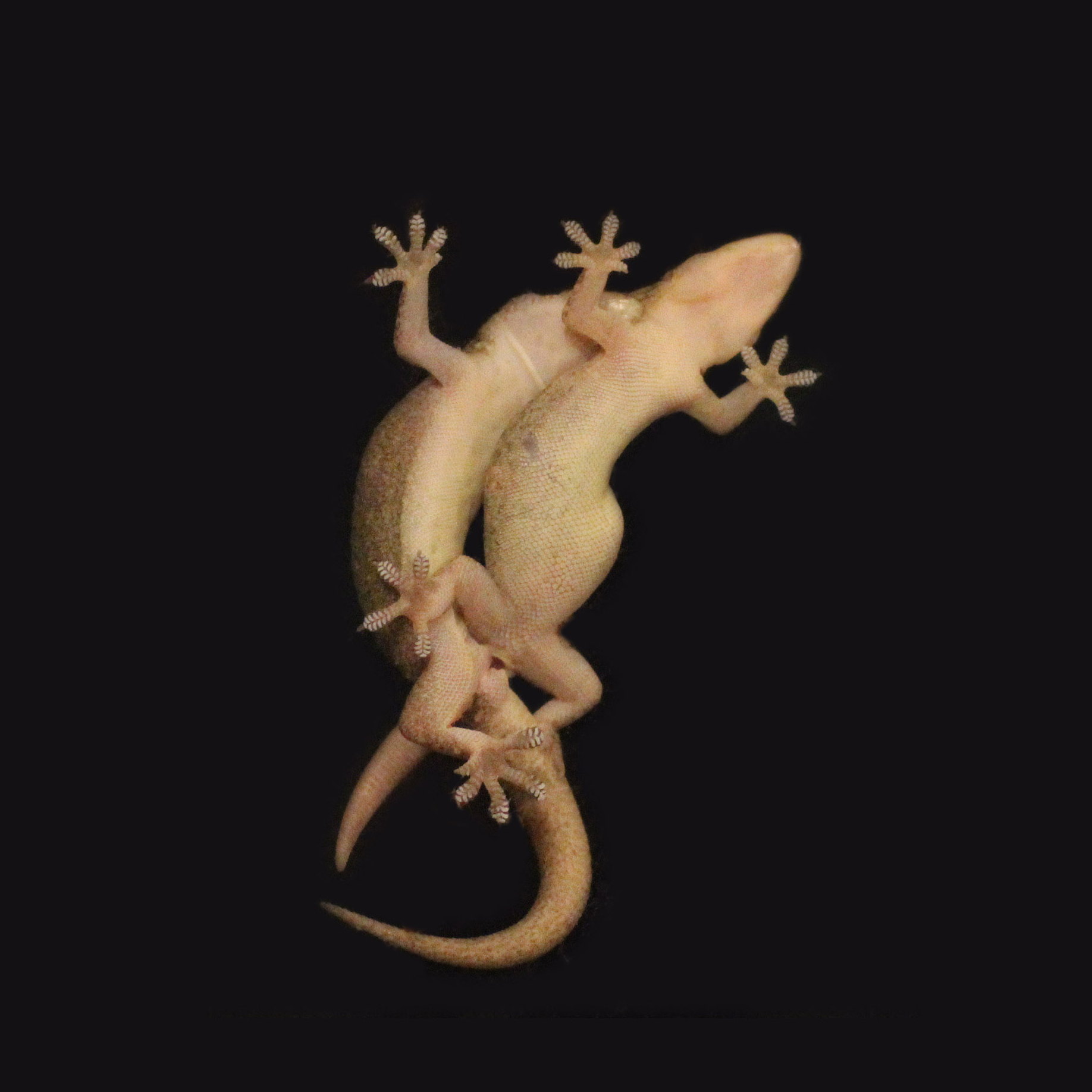
نحوهٔ جُفت‌گیری مارمولک خانگی آسیایی